# SMS Kaiser Wilhelm der Grosse
SMS Kaiser Wilhelm der Grosse là chiếc dẫn đầu của lớp thiết giáp hạm tiền-dreadnought Kaiser Friedrich III được Hải quân Đế quốc Đức chế tạo vào giai đoạn cuối thế kỷ 19 bước sang thế kỷ 20. Kaiser Wilhelm der Grosse được đóng tại xưởng tàu của hãng Germaniawerft ở Kiel, được đặt lườn vào năm 1898 và hoàn tất vào tháng 5 năm 1901. Con tàu được trang bị dàn pháo chính gồm bốn khẩu 24 xentimét (9,4 in) trên hai tháp pháo nòng đôi.
Kaiser Wilhelm der Grosse đã phục vụ cùng hạm đội trong mười năm, trong thời gian đó đã tham gia nhiều cuộc cơ động huấn luyện của Hạm đội. Tuy nhiên, vào đầu những năm 1910, các thiết giáp hạm dreadnought mới bắt đầu được đưa ra hoạt động, nên nó được cho ngừng hoạt động và đưa về lực lượng dự bị. Vào lúc Chiến tranh Thế giới thứ nhất nổ ra, nó cùng các tàu chị em được huy động trở lại để phục vụ như là Hải đội Chiến trận 5 thuộc Hạm đội Biển khơi và làm nhiệm vụ tàu phòng duyên. Đến năm 1915, các con tàu được rút khỏi hoạt động để phục vụ trong các vai trò phụ trợ. Kaiser Wilhelm der Grosse được sử dụng như một tàu kho chứa tại Kiel và sau cùng như một tàu mục tiêu thực hành ngư lôi. Sau khi chiến tranh kết thúc, nó bị bán để tháo dỡ vào năm 1920.

## Thiết kế và chế tạo
Kaiser Wilhelm II, Hoàng đế của Đế quốc Đức, tin rằng đất nước cần có một lực lượng hải quân mạnh mẽ để bành trướng ảnh hưởng ra bên ngoài lục địa Châu Âu. Vì vậy, ông khởi phát một chương trình xây dựng lực lượng hải quân vào cuối những năm 1880, và những chiếc thiết giáp hạm đầu tiên được chế tạo chính là bốn chiếc thuộc lớp Brandenburg. Chúng được tiếp nối bởi năm chiếc lớp Kaiser Friedrich III.
Các con tàu có chiều dài chung 125,3 m (411 ft), mạn thuyền rộng 20,4 m (67 ft), và độ sâu của mớn nước là 7,89 m (25,9 ft) ở phía trước và 8,25 m (27,1 ft) ở phía sau. Chúng được vận hành bởi ba động cơ hơi nước ba buồng bành trướng đặt dọc dẫn động ba trục chân vịt; hơi nước được cung cấp bởi bốn nồi hơi Marine và sáu nồi hơi hình trụ dọc. Hệ thống động lực của Kaiser Wilhelm der Grosse sản sinh công suất 13.000 mã lực chỉ (9.700 kW), cho phép đạt đến tốc độ tối đa 17,5 hải lý trên giờ (32,4 km/h).
Dàn vũ khí của Kaiser Wilhelm der Grosse bao gồm bốn khẩu 24 xentimét (9,4 in) SK/L 40 trên hai tháp pháo nòng đôi, một phía trước và một phía sau cấu trúc thượng tầng trung tâm. Dàn pháo hạng hai gồm mười tám khẩu hải pháo 15 cm (5,9 in) SK L/40 và mười hai khẩu pháo 8,8 cm (3,5 in) SK L/30 bắn nhanh. Ngoài ra nó còn được trang bị sáu ống phóng ngư lôi 45 cm (17,7 in) đặt trên các bệ xoay bên trên mực nước.
Kaiser Wilhelm der Grosse được đặt hàng dưới cái tên tạm thời Ersatz König Wilhelm như là chiếc thay thế cho con tàu König Wilhelm đã lạc hậu. Lườn của nó được đặt tại xưởng tàu của hãng Germaniawerft dưới số hiệu chế tạo 79 vào năm 1898. Nó được hạ thủy vào ngày 1 tháng 6 năm 1899; tên của nó được đặt theo Wilhelm Đại đế, và nó được đưa ra hoạt động cùng hạm đội vào ngày 5 tháng 5 năm 1901.

## Lịch sử hoạt động
Khi Kaiser Wilhelm der Grosse được đưa ra hoạt động cùng hạm đội vào năm 1901, nó tham gia cùng các tàu chị em cùng lớp trong Hải đội 1 thuộc Hạm đội Nhà (Heimatflotte). Sau khi con tàu chị em Kaiser Friedrich III phải vào ụ tàu để sửa chữa, nó thay thế trong vai trò soái hạm của Hải đội 1 vốn do Hoàng tử Henry chỉ huy. Từ cuối tháng 8 cho đến giữa tháng 9, nó tiến hành các cuộc thực tập huấn luyện rộng rãi cùng với phần còn lại của Hạm đội Đức. Cũng trong năm đó, Erich Raeder, người sẽ đứng đầu Hải quân Đức trong Chiến tranh Thế giới thứ hai, được đề bạt để phục vụ như là sĩ quan trinh sát trên tàu.
Vào ngày 31 tháng 8 năm 1902, cuộc cơ động hạm đội mùa Hè hàng năm được bắt đầu. Kaiser Wilhelm der Grosse được cho đóng vai trò một lực lượng "thù địch" (Opfor) cùng với nhiều tàu chị em khác, thoạt tiên được phân công ngăn chặn hải đội "Đức" vượt qua Vành đai lớn trong biển Baltic. Sau đó chúng được giao nhiệm vụ tấn công vượt qua lối ra vào cửa sông Elbe nhằm chiếm kênh đào Kaiser và Hamburg. Hải đội "thù địch" đã hoàn tất các nhiệm vụ này trong vòng ba ngày. Đến năm 1903, hạm đội vốn chỉ bao gồm một hải đội thiết giáp hạm được tái tổ chức thành "Hạm đội Chiến trận Tích cực." Kaiser Wilhelm der Grosse tiếp tục ở lại Hải đội 1 cùng với các tàu chị em và những chiếc lớp Wittelsbach mới hơn, trong khi những chiếc lớp Brandenburg cũ hơn được đưa về lực lượng dự bị để được chế tạo lại.
Vào tháng 10 năm 1905, Hạm đội Nhà một lần nữa được tái tổ chức; Kaiser Wilhelm der Grosse được phân về Đội 1 thuộc Hải đội 2 cùng chung với chiếc tàu chị em Kaiser Friedrich III và thiết giáp hạm cũ Wörth. Phần còn lại của Hạm đội Nhà còn bao gồm một đội ba thiết giáp hạm khác thuộc Hải đội 2 và hai đội ba thiết giáp hạm khác thuộc Hải đội 1. Chúng được hỗ trợ bởi một Hải đội tuần dương bao gồm hai tàu tuần dương bọc thép và sáu tàu tuần dương bảo vệ. Đến năm 1907, lớp thiết giáp hạm Deutschland được đưa ra hoạt động. Cùng với những chiếc lớp Braunschweig, chúng cung cấp đủ thiết giáp hạm hiện đại để thành lập hai hải đội chiến trận đầy đủ biên chế. Kết quả là Hạm đội Nhà được đổi tên thành Hạm đội Biển khơi (Hochseeflotte).
Kaiser Wilhelm der Grosse được cho hiện đại hóa rộng rãi trong những năm 1908-1910 tại xưởng tàu Kaiserliche Werft ở Kiel. Bốn trong số các khẩu pháo 15 cm của nó được tháo dỡ nhưng được bổ sung hai khẩu 8,8 cm, nó cũng tháo dỡ ống phóng ngư lôi phía đuôi tàu, và dàn vũ khí hạng nhẹ được sắp xếp lại. Cấu trúc thượng tầng của Kaiser Wilhelm der Grosse cũng được cắt thấp xuống để giảm bớt xu hướng lật nghiêng đáng kể của con tàu. Các ống khói của con tàu cũng được kéo dài. Sau khi việc nâng cấp hoàn tất, con tàu được điều về Hải đội 3 cùng các tàu chị em. Tuy nhiên, khi các thiết giáp hạm dreadnought được đưa ra hoạt động vào năm 1910, chúng đã trở nên lạc hậu so với các con tàu "toàn súng lớn". Vì vậy Kaiser Wilhelm der Grosse được xuất biên chế và đưa về lực lượng dự bị.

### Chiến tranh thế giới thứ nhất
Khi Chiến tranh thế giới thứ nhất nổ ra vào tháng 8 năm 1914, Kaiser Wilhelm der Grosse và các tàu chị em được đưa trở lại phục vụ và được điều động về Hải đội Chiến trận 5. Chúng được phân nhiệm vụ phòng thủ duyên hải tại khu vực biển Baltic, cho dù chỉ làm nhiệm vụ này trong khoảng thời gian rất ngắn. Đến tháng 2 năm 1915, một lần nữa chúng được rút khỏi hoạt động và đưa về dự bị. Vào năm 1916, Kaiser Wilhelm der Grosse được sử dụng như một tàu kho chứa tại Kiel, và sang năm tiếp theo nó được dùng như một tàu mục tiêu thực tập ngư lôi. Sau chiến tranh, theo những điều khoản của Hiệp ước Versailles, Đức chỉ được phép giữ lại sáu thiết giáp hạm thuộc các lớp Deutschland hay Braunschweig; vì vậy, vào ngày 6 tháng 12 năm 1919, con tàu được rút khỏi đăng bạ hải quân, rồi sau đó được bán cho một hãng tháo dỡ tàu tại Berlin. Trong năm tiếp theo, Kaiser Wilhelm der Grosse bị tháo dỡ tại Kiel-Nordmole.